# Elecciones municipales de Cuenca de 2023
Las elecciones municipales de Cuenca de 2023 hacen referencia al proceso electoral que se llevó a cabo el 5 de febrero de dicho año con el fin de designar a las autoridades locales para el período 2023-2027. Se eligió un alcalde y 15 concejales (cinco por el distrito 1, cinco por el distrito 2 y cinco por la zona rural).

## Preparación
La elección de las autoridades locales que se posesionarán el 14 de mayo de 2023 comenzó su preparación con la definición del plan operativo y del presupuesto inicial de las Elecciones seccionales será de 109 300 000 dólares, aprobado por el Consejo Nacional Electoral (CNE), El monto es 29% menor al destinado por el órgano electoral en las  elecciones seccionales de 2019.

## Antecedentes

### Elecciones primarias de Pachakutik
Las elecciones primarias de Pachakutik originalmente se realizaron el 30 de Junio, sin embargo la asambleísta Sofía Sánchez y el Coordinador del Movimiento Luis Naula denunciaron en sus redes sociales que las elecciones primarias se realizaron de manera ilegal, alegando que el Coordinador Provincial de Pacakutik Mario Fárez, destituyó al Tribunal Provincial Electoral, así como adulterar candidatos y padrón electoral.
Por su parte Mario Fárez, quien en un inicio anunció alianza con Izquierda Democrática en una rueda de prensa expresó que en las primarias anunció que no harán alianzas con dicha organización y calificó a la Precandidata a la prefectura del Azuay Dora Ordóñez como extractivista y designó a Felipe Delgado como Alcalde, designación que fue anulada por el Tribunal Nacional Electoral del movimiento Pachakutik el pasado 1 de agosto y llamó nuevamente a elecciones primarias el 4 de agosto, las mismas que se contó con la veeduría del Consejo Nacional Electoral.

### Luca Pallanca
La Junta Provincial Electoral en 2 instancias descalificó la Candidatura de Luca Pallanca por el Movimiento Unidad Popular, la presidenta de la Junta Provincial Electoral Alejandra Garofalo manifestó que una de las razones de las cuales se descalificó fue que no sufragó en las Elecciones Presidenciales y Legislativas de 2021, y que la naturalización la recibió el mes de enero.
Tras esta decisión el Subdirector de Unidad Popular Sebastián Cevallos, manifestó que presentaron pruebas suficientes para ser candidato y acusó a los candidatos Paúl Carrasco y Marcelo Cabrera de intervenir en la candidatura.
Por su parte Luca Pallanca alegó que hizo un profundo análisis antes de inscribir su candidatura, también alega que no era su obligación votar en las elecciones antes mencionadas debido a que en ese entonces tenía voto facultativo por ser extranjero, y que no tenía impedimento para ser candidato.
En un video en redes sociales manifestaron su indignación, donde también acotaron que acudirán al Tribunal Contencioso Electoral y de ser posible a organismos internacionales para registrar la candidatura.
Finalmente el Tribunal Contencioso Electoral con 3 votos en contra y 2 votos a favor se negó la inscripción de Luca Pallanca poniendo fin su candidatura en estos comicios.

## Precandidaturas retiradas
| Lista | Logo                        | Partido / Movimiento              | Precandidato a la alcaldía                                                  | Razón                                                                                        | Ref           |
| ----- | --------------------------- | --------------------------------- | --------------------------------------------------------------------------- | -------------------------------------------------------------------------------------------- | ------------- |
| 2     |                             | Movimiento Unidad Popular         | Sebastián Cevallos Vivar                                                    | Candidato a Prefectura de Azuay                                                              | [ 9 ]         |
| 2     | Luca Pallanca Lacacio       | Movimiento Unidad Popular         | Candidatura descalificada por el CNE y TCE por incumplimiento de requisitos | [ 5 ]                                                                                        |               |
| 3     |                             | Partido Sociedad Patriótica       | Víctor Hernández Siavichay                                                  | Endosa a Mario Castro                                                                        | [ 10 ]        |
| 4     |                             | Pueblo, Igualdad y Democracia     | Teófilo Pérez González                                                      | Endosa a Paúl Carrasco                                                                       | [ 11 ]        |
| 17    |                             | Partido Socialista Ecuatoriano    | Carlos Orellana Barros                                                      | Decisión Personal                                                                            | [ 12 ]        |
| 18    |                             | Pachakutik                        | Felipe Delgado Jara                                                         | Candidatura descalificada por el Tribunal Nacional del MUPP por incumplimiento de requisitos | [ 4 ]         |
| 18    | Jorge Pugo Zumba            | Pachakutik                        | Endosa a Adrián Castro                                                      | [ 13 ]                                                                                       |               |
| 20    |                             | Movimiento Democracia Sí          | Dora Ordóñez Cueva                                                          | Candidata a Prefectura de Azuay                                                              | [ 12 ] [ 14 ] |
| 23 25 |                             | Partido SUMA Movimiento Construye | Ruth Caldas Arias                                                           | Candidata a Prefectura de Azuay                                                              | [ 12 ]        |
| 82    |                             | Movimiento Iguadad                | Marcelo Cabrera Palacios                                                    | Candidato a Prefectura de Azuay                                                              | [ 15 ]        |
| 82    | Alfredo Aguilar Arízaga     | Movimiento Iguadad                | Endosa a Jaime Moreno                                                       |                                                                                              |               |
| 107   |                             | Movimiento Renace                 | Jefferson Pérez Quezada                                                     | Decisión Personal                                                                            | [ 16 ]        |
| -     |                             | Independiente                     | Fernando Cordero Cueva                                                      | Descarta su Candidatura                                                                      | [ 17 ]        |
| -     | Juan Pablo Riquetti Morales | Independiente                     | Endosa a Paúl Carrasco                                                      | [ 11 ]                                                                                       |               |
| -     | Ronny Candela Hidalgo       | Independiente                     | Sin patrocinio partidista                                                   | [ 18 ]                                                                                       |               |

## Candidaturas

### Candidatos a alcalde
| Lista     | Logo | Partido / Movimiento                                                                                               | Candidato              | Cargos Previos | Ref                  |
| --------- | ---- | --- | ---------------------- | --- | -------------------- |
| 1 33 4 21 |      | Azuay Ya: Conformado por: - Centro Democrático - Movimiento RETO - Pueblo, Igualdad y Democracia - Movimiento CREO | Paúl Carrasco Carpio   | Prefecto del Azuay (2005-2018)                                                                                       | [ 11 ]               |
| 5         |      | Revolución Ciudadana                                                                                               | Roque Ordóñez Quezada  | Coordinador Zonal 6 del Ministerio de Coordinación de la Política y Gobiernos Autónomos Descentralizados (2009-2010) | [ 19 ] [ 20 ]        |
| 12 35     |      | ¡Atrévete! Juntos por el Cambio Conformado por: - Izquierda Democrática - Movimiento MOVER                         | Cristian Zamora Matute | Concejal de Cuenca (2014-2022)                                                                                       | [ 21 ]               |
| 16        |      | Movimiento AMIGO                                                                                                   | Verónica Abad Rojas    | Asesora 5 de la Secretaría Ecuador Crece sin Desnutrición Infantil                                                   | [ 22 ] [ 20 ]        |
| 20 18     |      | Hagámoslo con Shungo Conformado por: - Movimiento Democracia Sí - Pachakutik                                       | Adrián Castro Piedra   | Director de la Agencia Nacional de Tránsito (2021-2022)                                                              | [ 23 ]               |
| 82 62     |      | Azuay Primero Conformado por: - Movimiento Iguadad - Movimiento Participa - Democracia Radical                     | Jaime Moreno Martínez  | Gerente de EDEC-EP (2014-2015)                                                                                       | [ 23 ]               |
| 100       |      | Movimiento Nueva Generación                                                                                        | Pedro Palacios Ullauri | Alcalde de Cuenca (desde 2019)                                                                                       | [ 23 ] [ 24 ]        |
| 104 8 3   |      | Contigo Avanza Cuenca y El Azuay Conformado por: - Movimiento Contigo - Avanza - Partido Sociedad Patriótica       | Mario Castro Quezada   | Jefe de la Sub-Zona 1 del Azuay de la Policía Nacional (2019-2021)                                                   | [ 21 ] [ 25 ] [ 26 ] |
| 107 17    |      | Movimiento Renace Partido Socialista Ecuatoriano                                                                   | Omar Álvarez Cisneros  | Concejal de Cuenca (2019-2022)                                                                                       | [ 16 ] [ 27 ]        |

#### Apoyos Partidistas a Candidatos a la Alcaldía
| Lista | Partido                                          | Coalición                          | Candidato a la alcaldía       |
| ----- | ------------------------------------------------ | ---------------------------------- | ----------------------------- |
| 1     | Centro Democrático                               | Azuay Ya                           | Paúl Carrasco Carpio          |
| 33    | Movimiento Renovación Total                      | Azuay Ya                           | Paúl Carrasco Carpio          |
| 4     | Pueblo, Igualdad y Democracia                    | Azuay Ya                           | Paúl Carrasco Carpio          |
| 21    | Movimiento CREO                                  | Azuay Ya                           | Paúl Carrasco Carpio          |
| 5     | Revolución Ciudadana                             | Sin Alianza                        | Roque Ordóñez Quezada         |
| 12    | Izquierda Democrática                            | ¡Atrévete! Juntos por el Cambio    | Cristian Zamora Matute        |
| 35    | Movimiento MOVER                                 | ¡Atrévete! Juntos por el Cambio    | Cristian Zamora Matute        |
| 16    | Movimiento AMIGO                                 | Sin Alianza                        | Verónica Abad Rojas           |
| 20    | Movimiento Democracia Sí                         | Hagámoslo con Shungo               | Adrián Castro Piedra          |
| 18    | Pachakutik                                       | Hagámoslo con Shungo               | Adrián Castro Piedra          |
| 82    | Movimiento Iguadad                               | Azuay Primero                      | Jaime Moreno Martínez         |
| 62    | Movimiento Participa - Democracia Radical        | Azuay Primero                      | Jaime Moreno Martínez         |
| 100   | Movimiento Nueva Generación                      | Sin Alianza                        | Pedro Palacios Ullauri        |
| 104   | Movimiento Contigo                               | Contigo Avanza Cuenca y El Azuay   | Mario Castro Quezada          |
| 8     | Avanza                                           | Contigo Avanza Cuenca y El Azuay   | Mario Castro Quezada          |
| 3     | Partido Sociedad Patriótica                      | Contigo Avanza Cuenca y El Azuay   | Mario Castro Quezada          |
| 107   | Movimiento Renace                                | Renace-PSE                         | Omar Álvarez Cisneros         |
| 17    | Partido Socialista Ecuatoriano                   | Renace-PSE                         | Omar Álvarez Cisneros         |
| 2     | Movimiento Unidad Popular                        | No Participa                       | No apoyará a ningún candidato |
| 6     | Partido Social Cristiano                         | No Participa                       | No apoyará a ningún candidato |
| 23    | Partido SUMA                                     | No Participa                       | No apoyará a ningún candidato |
| 25    | Movimiento Construye                             | No Participa                       | No apoyará a ningún candidato |
| 151   | Movimiento Juntos por el desarrollo de Molleturo | Movimiento Parroquial No Participa | No apoyará a ningún candidato |
| 152   | Movimiento Molleturo Primero                     | Movimiento Parroquial No Participa | No apoyará a ningún candidato |
| 153   | Movimiento Inclusión Ricaurtense                 | Movimiento Parroquial No Participa | No apoyará a ningún candidato |

## Sondeos de intención de voto
| Fecha      | Fuente       | Muestra   | Error (%) | Pedro Palacios | Cristian Zamora | Paúl Carrasco | Roque Ordóñez | Adrián Castro | Mario Castro | Verónica Abad | Jaime Moreno | Omar Álvarez | Nulo  | Blanco |
| ---------- | ------------ | --------- | --------- | -------------- | --------------- | ------------- | ------------- | ------------- | ------------ | ------------- | ------------ | ------------ | ----- | ------ |
| 26/01/2023 | Clima Social | 510 casos | ±4,34%    | 14,8%          | 16,7%           | 12,3%         | 4,8%          | 9%            | 10,8%        | 10,8%         | 10,8%        | 10,8%        | 13,6% | 13,6%  |
| 06/01/2023 | Clima Social | 407 casos | ±4,86%    | 9,3%           | 15,5%           | 11,5%         | 6,6%          | 5,4%          | 3,4%         | 4,7%          | 2%           | 1,2%         | 19,4% | 19,4%  |
| 01/12/2022 | Clima Social | 548 casos | ±4,18%    | 14,6%          | 5,3%            | 15,6%         | 6,9%          | 3,9%          | 3,4%         | 3,3%          | 1%           | 0,8%         | 24,5% | 24,5%  |

## Resultados

### Alcaldía
|  | 18.58 % |

|  | 17.48 % |

|  | 16.93 % |

|  | 16.77 % |

|  | 14.01 % |

|  | 5.65 % |

|  | 5.27 % |

|  | 3.26 % |

|  | 2.05 % |

|  | 100 % |

### Nómina de Concejales Electos

#### Circunscripción Urbana 1
| Partido o coalición                                                                    | Concejal               |
| -------------------------------------------------------------------------------------- | ---------------------- |
| Revolución Ciudadana                                                                   | Mónica Pesántez Chalco |
| Revolución Ciudadana                                                                   | Román Carabajo Alvear  |
| ¡Atrévete! Juntos por el Cambio Conformado por: Izquierda Democrática Movimiento MOVER | Jimmy Flores Galán     |
| Movimiento Nueva Generación                                                            | Gabriela Brito Andrade |
| Hagámoslo con Shungo Conformado por: Democracia Sí Pachakutik                          | Federico Guzmán Paute  |

#### Circunscripción Urbana 2
| Partido o coalición                                                                                       | Concejal                    |
| --- | --------------------------- |
| Revolución Ciudadana                                                                                      | Iván Abril Mogrovejo        |
| ¡Atrévete! Juntos por el Cambio Conformado por: Izquierda Democrática Movimiento MOVER                    | Gustavo Valencia Vintimilla |
| Movimiento Nueva Generación                                                                               | Diana González Arteaga      |
| Hagámoslo con Shungo Conformado por: Democracia Sí Pachakutik                                             | Xavier Bermúdez López       |
| Azuay Ya Conformado por: Centro Democrático Movimiento RETO Pueblo, Igualdad y Democracia Movimiento CREO | Jenny Bermeo Mejía          |

#### Circunscripción Rural
| Partido o coalición                                                                                       | Concejal                        |
| --- | ------------------------------- |
| Revolución Ciudadana                                                                                      | Manuel Alvarado Iñamagua        |
| ¡Atrévete! Juntos por el Cambio Conformado por: Izquierda Democrática Movimiento MOVER                    | Mercedes del Rocío Juca Salazar |
| Movimiento Nueva Generación                                                                               | José Fajardo Sánchez            |
| Hagámoslo con Shungo Conformado por: Democracia Sí Pachakutik                                             | Marisol Peñaloza Baculima       |
| Azuay Ya Conformado por: Centro Democrático Movimiento RETO Pueblo, Igualdad y Democracia Movimiento CREO | Paúl Pañi Sasaguay              |